# Santuarios de los Tres Palacios

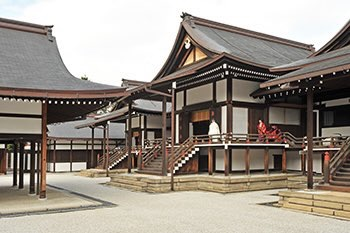
Santuarios de los Tres Palacios

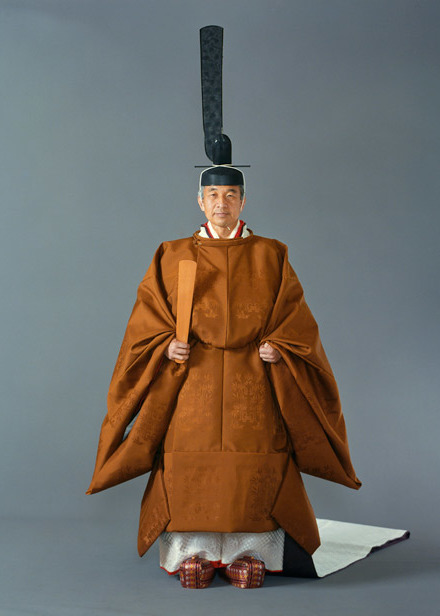
Emperador Akihito llevando el sokutai durante la ceremonia de su entronización en noviembre de 1990.

Los Santuarios de los Tres Palacios (宮中三殿 Kyūchū sanden?) forman un grupo de estructuras en los recintos del Palacio Imperial de Tokio, Japón. Son utilizados en ceremonias religiosas imperiales, incluidas bodas, entronizaciones e incluso, abdicaciones.

## Los tres santuarios sintoístas
Los Kashiko-dokoro ha sido un lugar de culto imperial desde la antigüedad, mientras los Kōrei-den y los Shin-den solo fueron trasladados a los recintos imperiales durante la reestructuración de los ritos a raíz de la Restauración Meiji.

### Kashiko-dokoro(賢所)

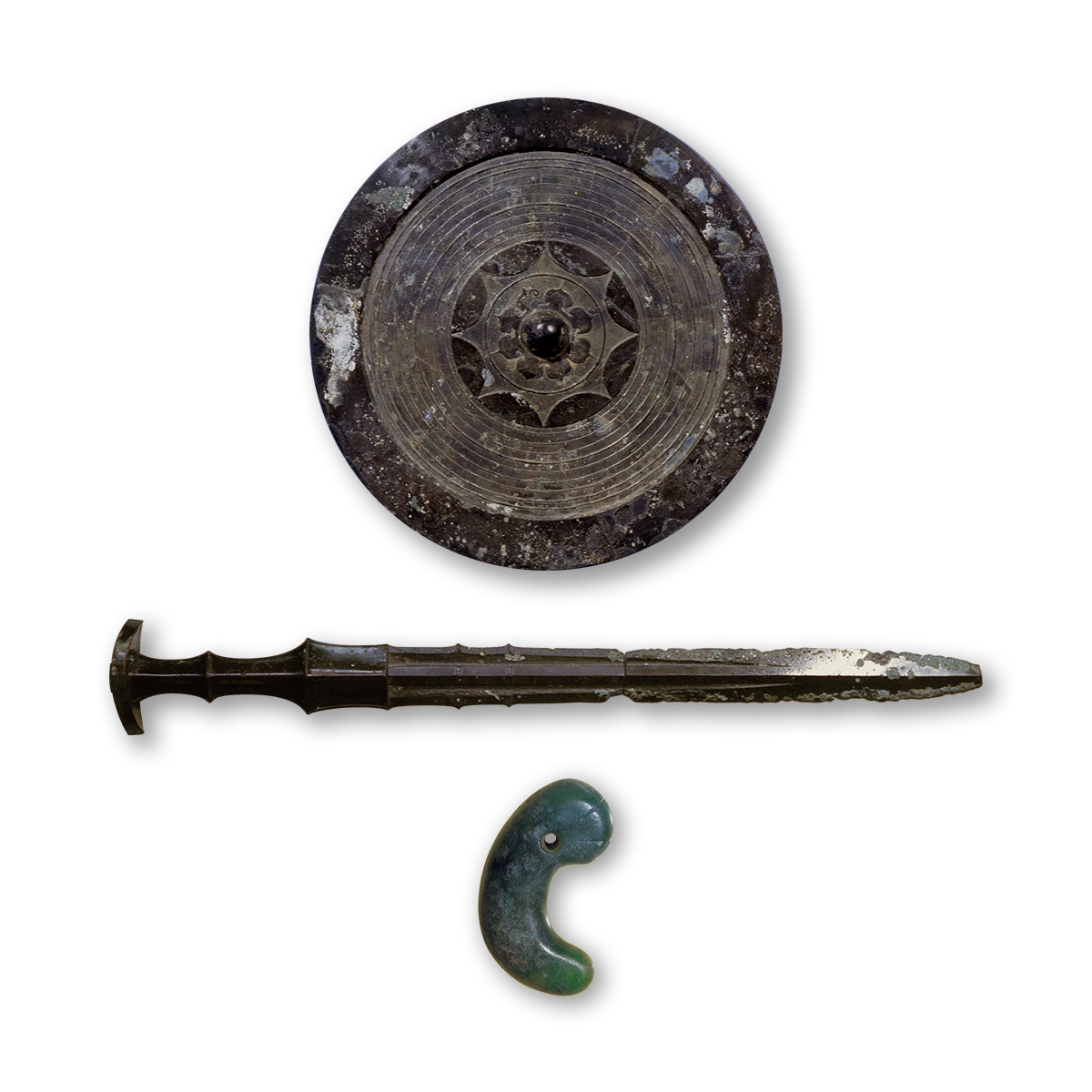
Interpretación artística de los Tesoros Imperiales de Japón.

Kashiko-dokoro, también conocido como Naiji-dokoro o Unmei-den, es el "Lugar o Santuario de la Reverencia" del palacio imperial dedicado y elegido para contener al espejo divino, Yata no Kagami (八汰鏡) y que debía ser guardado por mujeres residentes en el palacio, las naiji o naishoten, es decir, las privilegiadas para entrar en el lugar sagrado del santuario imperial. 
Este edificio fue destruido por el fuego en 960, 1005 y 1040 y probablemente, el espejo dañado. Cuando el emperador se trasladó a Tokio en 1869, mandó construir otro Kashiko-dokoro. Su construcción moderna data de 1888. 
Es el santuario central y el de mayor tamaño alberga hoy la joya sagrada Yasakani no magatama (八尺瓊曲玉) y también una réplica del espejo sagrado Yata no Kagami (八汰鏡), que representa a la divinidad ancestral mitológica de la Familia Imperial de Japón, Amaterasu. Son dos de los "Tres Tesoros Sagrados" del Tesoro Imperial de Japón, pero debido a sus legendarios orígenes, la ubicación exacta de los tres no está confirmada.
Durante las entronizaciones en Kioto del Emperador Taishō en 1915 y del Emperador Shōwa en 1928, el espejo fue transportado por un material rodante especial conocido como Kashiko-dokoro Jōgyosha (賢所乗御車) de donde viene el nombre de este santuario. 
Recientemente, el 12 de marzo de 2019, se celebró allí la ceremonia Kashikodokoro-ni-Taii-oyobisono-Kijitu-Hokoku-no-gi por la que el emperador Akihito anunció su abdicación y la fecha de la misma y el 30 de abril, la ceremonia Taiirei-Tojitsu-KashikodokoroOmae-no-gi donde se informa del día de la ceremonia de abdicación.

### Kōrei-den(皇霊殿)
Santuario de los espíritus ancestrales, donde se venera a los espíritus difuntos de la Familia Imperial después de un año de su fallecimiento. Está dedicado a todos los antepasados imperiales.

### Shin-den(神殿)
Santuario de los kami, divinidades de todo el país, del cielo y la tierra, donde se venera a Amatsukami (天津神) de Takamagahara y a Kunitsukami (国津神).